# Самсара (фильм, 2001)
«Самса́ра» (англ. Samsara) — художественный фильм 2001 года совместного производства Италии/Франции/Индии/Германии, в котором рассказывается история буддистского монаха в поисках просветления. В фильме снимаются Шон Ку в роли монаха Таши, и Кристи Чжун Лити в роли Пемы.

## Сюжет
Таши, молодой монах, проводит долгое время в медитации, после чего возвращается в свой родной монастырь, где его награждают высоким титулом… Похоже, что он достиг успеха в познании и изучении буддизма, но для Таши этот мир не подходит. Он устал от постоянного следования букве писаний и решает поменять жизнь монашескую на мирскую. Его мудрая жена Пема ведёт его по дороге жизни и в конце объясняет ему, в чём заключается смысл любви к дхарме.

## История
Фильм снимался в Ладаке — северном регионе Индии, где живут яркие представители тибетского буддизма. Режиссёр Пан Налин использовал для съёмок трёх анонимных актёров из трёх частей света: Шон Ку (Таши) — из Нью-Йорка, Кристи Чжун Лити (Пема) — из Гонконга, Нилеша Бавора (Суджата) — из Берлина. Кроме того, съёмочная группа какое-то время ездила по всем Гималаям с целью найти колоритных персонажей, начиная от новорожденного ребёнка в возрасте 15 дней и заканчивая 90−летним отшельником. 4500 кандидатов прошли через первый отбор и только 25 из них вошли в картину.

## Награды
Фильм получил ряд наград, в частности он был награждён «Призом зрителей за самый популярный фильм» (Audience Award for The Most Popular Film) на 51-м Мельбурнском международном кинофестивале.